# Niklot
Niklot ou Nyklot (1090 – agosto de 1160) foi um chefe ou príncipe dos obotritas eslavos e um ancestral da Casa de Mecklemburgo. Ele se tornou chefe da confederação obotrita, incluindo os kessinianos e os circipanos, entre os anos de 1130 e 1131. Ele permaneceu nesta posição até sua morte em 1160. Ao mesmo tempo ele era Senhor de (Herr zu) Schwerin, Quetzin e Malchow. Por quase 30 anos ele resistiu aos príncipes saxões, especialmente Henrique, o Leão, durante a Cruzada Vêndica.

## Resistência
Niklot iniciou sua resistência aberta quando o rei alemão (mais tarde imperador) Lotário III concedeu o reino obotrita ao seu vassalo dinamarquês Canuto Lavardo. Junto com Pribislav de Wagria, filho de Budivoj e sobrinho de Henrique, Niklot lutou contra Lothar e Canuto. Após o assassinato de Canuto em 1131, Niklot e Pribislav dividiram o território obotrita, com Niklot recebendo as terras orientais. Para enfraquecer Pribislav nos anos seguintes, Niklot aliou-se aos senhores saxões, especialmente ao conde Adolfo II de Holstein, permitindo que os piratas eslavos atacassem os dinamarqueses.

## Cruzada Vêndica
Os aliados saxões do príncipe se voltaram contra ele durante a Cruzada Vêndica de 1147. Embora Niklot tenha resistido ao cerco de sua fortaleza em Dobin, ele foi forçado a pagar tributo aos cruzados cristãos. Posteriormente, ele estabeleceu termos pacíficos com Adolfo de Holstein, o duque Henrique, o Leão da Saxônia e Henrique de Ratzeburg.

## Religião
Após a morte do príncipe Obotrito Henrique, um cristão, Niklot terá alegadamente renunciado ao cristianismo em favor das crenças pagãs tradicionais. No entanto, este facto é incerto; de acordo com a Chronica Slavorum de Helmold, Niklot prometeu cristianizar as suas terras como parte do acordo de paz e, no final da década de 1150, escreveu a Henrique, o Leão:
Que o deus, que é o céu, seja o vosso Deus; sejais vós o nosso deus, e isso nos basta. Você O honra e, em troca, nós o honraremos.

## Morte
Em 1158, o rei Valdemar, o Grande, da Dinamarca, começou a pagar a Henrique, o Leão, por assistência, levando Niklot a retaliar. O rei dinamarquês e o duque saxão se aliaram em 1160. Enquanto os dinamarqueses assolavam a costa e distraíam os ranes, os saxões mataram Niklot em sua fortaleza de Burg Werle; o território obotrita foi amplamente dividido pelos cristãos.
1. 1 2  Christiansen 1997, p. 65.
2. ↑  Zaroff 2001, p. 92.
3. ↑  Christiansen 1997, p. 66.